# Heterorachis fuscoterminata
Heterorachis fuscoterminata är en fjärilsart som beskrevs av Louis Beethoven Prout 1915. Heterorachis fuscoterminata ingår i släktet Heterorachis och familjen mätare. Inga underarter finns listade i Catalogue of Life.